# Apanteles faucula
Apanteles faucula är en stekelart som beskrevs av Nixon 1972. Apanteles faucula ingår i släktet Apanteles och familjen bracksteklar. Inga underarter finns listade i Catalogue of Life.